# Joep van Geelkerken
Joep van Geelkerken (Uden, 22 augustus 1990) is een Nederlands voetballer. De middenvelder speelt bij UDI '19. Voorheen speelde hij 5 wedstrijden voor FC Den Bosch.